# Copa Brasil de Voleibol Feminino de 2008
A Copa Brasil de Voleibol Feminino de 2008 foi a segunda edição desta competição organizada pela Confederação Brasileira de Voleibol através da Unidade de Competições Nacionais. Participaram do torneio quatro equipes provenientes de três estados brasileiros: São Paulo, Rio de Janeiro e Santa Catarina.
Depois de um vice-campeonato na edição anterior, a ADCF Osasco conquistou seu primeiro título na competição ao vencer o São Caetano na decisão por três sets a dois.

## Regulamento
O torneio foi disputado na cidade de Curitiba, Paraná. As quatro equipes participantes disputaram uma primeira fase, na qual se enfrentaram em turno único em jogos de melhor de três sets. As duas equipes melhor classificadas nesta fase se classificaram para a final, disputada em jogo único de melhor de cinco sets. As outras duas equipes disputaram o terceiro lugar em uma partida de melhor de três sets.

## Equipes participantes
Quatro equipes disputaram o título da Copa Brasil de Voleibol Feminino. São elas:
| Equipe Nome fantasia               | Ginásio Cidade                 | Capacidade | Última participação |
| ---------------------------------- | ------------------------------ | ---------- | ------------------- |
| Rio de Janeiro VC Rexona-Ades      | Maracanãzinho Rio de Janeiro   | 12 000     | Brusque 2007        |
| ADCF Osasco Finasa/Osasco          | José Liberatti Osasco          | 4 500      | Brusque 2007        |
| AD Brusque Brasil Telecom          | Arena Multiuso Brusque         | 5 000      | Brusque 2007        |
| São Caetano São Caetano/Blausiegel | Lauro Gomes São Caetano do Sul | 5 000      | Estreante           |

## Fase classificatória
|     |                   |     | Jogos | Jogos | Jogos | Sets | Sets | Sets  | Pontos | Pontos | Pontos |
| Pos | Equipe            | Pts | T     | V     | D     | V    | P    | R     | V      | P      | R      |
| --- | ----------------- | --- | ----- | ----- | ----- | ---- | ---- | ----- | ------ | ------ | ------ |
| 1   | São Caetano       | 5   | 3     | 2     | 1     | 5    | 2    | 2.500 | 155    | 141    | 1.099  |
| 2   | ADCF Osasco       | 5   | 3     | 2     | 1     | 4    | 2    | 2.000 | 140    | 113    | 1.239  |
| 3   | Rio de Janeiro VC | 4   | 3     | 1     | 2     | 2    | 4    | 0.500 | 113    | 139    | 0.813  |
| 4   | AD Brusque        | 4   | 3     | 1     | 2     | 2    | 5    | 0.400 | 140    | 155    | 0.903  |

| 19 de outubro de 2008 18:30 | ADCF Osasco | 0 — 2 | São Caetano | Círculo Militar do Paraná, Curitiba |
| 19 de outubro de 2008 18:30 | 18          | Set 1 | 25          | Círculo Militar do Paraná, Curitiba |
| 19 de outubro de 2008 18:30 | 22          | Set 2 | 25          | Círculo Militar do Paraná, Curitiba |
| 19 de outubro de 2008 18:30 | Set 3       |       |             | Círculo Militar do Paraná, Curitiba |
| 19 de outubro de 2008 18:30 | Set 4       |       |             | Círculo Militar do Paraná, Curitiba |
| 19 de outubro de 2008 18:30 | Set 5       |       |             | Círculo Militar do Paraná, Curitiba |

| 19 de outubro de 2008 20:00 | Rio de Janeiro VC | 2 — 0 | AD Brusque | Círculo Militar do Paraná, Curitiba |
| 19 de outubro de 2008 20:00 | 25                | Set 1 | 21         | Círculo Militar do Paraná, Curitiba |
| 19 de outubro de 2008 20:00 | 25                | Set 2 | 18         | Círculo Militar do Paraná, Curitiba |
| 19 de outubro de 2008 20:00 | Set 3             |       |            | Círculo Militar do Paraná, Curitiba |
| 19 de outubro de 2008 20:00 | Set 4             |       |            | Círculo Militar do Paraná, Curitiba |
| 19 de outubro de 2008 20:00 | Set 5             |       |            | Círculo Militar do Paraná, Curitiba |

| 20 de outubro de 2008 12:00 | Rio de Janeiro VC | 0 — 2 | São Caetano | Círculo Militar do Paraná, Curitiba |
| 20 de outubro de 2008 12:00 | 15                | Set 1 | 25          | Círculo Militar do Paraná, Curitiba |
| 20 de outubro de 2008 12:00 | 23                | Set 2 | 25          | Círculo Militar do Paraná, Curitiba |
| 20 de outubro de 2008 12:00 | Set 3             |       |             | Círculo Militar do Paraná, Curitiba |
| 20 de outubro de 2008 12:00 | Set 4             |       |             | Círculo Militar do Paraná, Curitiba |
| 20 de outubro de 2008 12:00 | Set 5             |       |             | Círculo Militar do Paraná, Curitiba |

| 20 de outubro de 2008 13:30 | ADCF Osasco | 2 — 0 | AD Brusque | Círculo Militar do Paraná, Curitiba |
| 20 de outubro de 2008 13:30 | 25          | Set 1 | 19         | Círculo Militar do Paraná, Curitiba |
| 20 de outubro de 2008 13:30 | 25          | Set 2 | 19         | Círculo Militar do Paraná, Curitiba |
| 20 de outubro de 2008 13:30 | Set 3       |       |            | Círculo Militar do Paraná, Curitiba |
| 20 de outubro de 2008 13:30 | Set 4       |       |            | Círculo Militar do Paraná, Curitiba |
| 20 de outubro de 2008 13:30 | Set 5       |       |            | Círculo Militar do Paraná, Curitiba |

| 20 de outubro de 2008 18:30 | AD Brusque | 2 — 1 | São Caetano | Círculo Militar do Paraná, Curitiba |
| 20 de outubro de 2008 18:30 | 23         | Set 1 | 25          | Círculo Militar do Paraná, Curitiba |
| 20 de outubro de 2008 18:30 | 25         | Set 2 | 17          | Círculo Militar do Paraná, Curitiba |
| 20 de outubro de 2008 18:30 | 15         | Set 3 | 13          | Círculo Militar do Paraná, Curitiba |
| 20 de outubro de 2008 18:30 | Set 4      |       |             | Círculo Militar do Paraná, Curitiba |
| 20 de outubro de 2008 18:30 | Set 5      |       |             | Círculo Militar do Paraná, Curitiba |

| 20 de outubro de 2008 20:00 | Rio de Janeiro VC | 0 — 2 | ADCF Osasco | Círculo Militar do Paraná, Curitiba |
| 20 de outubro de 2008 20:00 | 15                | Set 1 | 25          | Círculo Militar do Paraná, Curitiba |
| 20 de outubro de 2008 20:00 | 10                | Set 2 | 25          | Círculo Militar do Paraná, Curitiba |
| 20 de outubro de 2008 20:00 | Set 3             |       |             | Círculo Militar do Paraná, Curitiba |
| 20 de outubro de 2008 20:00 | Set 4             |       |             | Círculo Militar do Paraná, Curitiba |
| 20 de outubro de 2008 20:00 | Set 5             |       |             | Círculo Militar do Paraná, Curitiba |

## Fase final
Disputa pelo terceiro lugar
| 21 de outubro de 2008 10:30 | Rio de Janeiro VC | 2 — 0 | AD Brusque | Círculo Militar do Paraná, Curitiba |
| 21 de outubro de 2008 10:30 | 25                | Set 1 | 19         | Círculo Militar do Paraná, Curitiba |
| 21 de outubro de 2008 10:30 | 25                | Set 2 | 12         | Círculo Militar do Paraná, Curitiba |
| 21 de outubro de 2008 10:30 | Set 3             |       |            | Círculo Militar do Paraná, Curitiba |
| 21 de outubro de 2008 10:30 | Set 4             |       |            | Círculo Militar do Paraná, Curitiba |
| 21 de outubro de 2008 10:30 | Set 5             |       |            | Círculo Militar do Paraná, Curitiba |

Final
| 21 de outubro de 2008 11:00 | ADCF Osasco | 3 — 2 | São Caetano | Círculo Militar do Paraná, Curitiba |
| 21 de outubro de 2008 11:00 | 25          | Set 1 | 21          | Círculo Militar do Paraná, Curitiba |
| 21 de outubro de 2008 11:00 | 18          | Set 2 | 25          | Círculo Militar do Paraná, Curitiba |
| 21 de outubro de 2008 11:00 | 25          | Set 3 | 21          | Círculo Militar do Paraná, Curitiba |
| 21 de outubro de 2008 11:00 | 19          | Set 4 | 25          | Círculo Militar do Paraná, Curitiba |
| 21 de outubro de 2008 11:00 | 15          | Set 5 | 12          | Círculo Militar do Paraná, Curitiba |

## Classificação final
| Posição | Equipe            |
| ------- | ----------------- |
|         | ADCF Osasco       |
|         | São Caetano       |
|         | Rio de Janeiro VC |
| 4º      | AD Brusque        |

| Copa Brasil de Voleibol Feminino de 2008 |
| São Paulo                                |
| ---------------------------------------- |
| ADCF Osasco Campeão (Primeiro título)    |

## Premiações individuais
| Premiação          | Jogador           | Equipe            |
| ------------------ | ----------------- | ----------------- |
| MVP                | Paula Pequeno     | ADCF Osasco       |
| Melhor atacante    | Fabiana Claudino  | Rio de Janeiro VC |
| Melhor bloqueio    | Adenízia da Silva | ADCF Osasco       |
| Melhor sacadora    | Danielle Lins     | Rio de Janeiro VC |
| Melhor levantadora | Hélia Souza       | São Caetano       |
| Melhor defesa      | Joyce Victalino   | AD Brusque        |
| Melhor recepção    | Wélissa Gonzaga   | ADCF Osasco       |